# Diplophyllum hirsutum
Diplophyllum hirsutum là một loài rêu trong họ Scapaniaceae. Loài này được Kar. & Kir. mô tả khoa học đầu tiên năm 1842.
Danh pháp khoa học của loài này chưa được làm sáng tỏ. 